# Atomic Dog (film)
Atomic Dog è un film per la televisione del 1998, diretto da Brian Trenchard-Smith. È una storia di ambientazione fantascientifica.

## Trama
Un cane abbandonato, di nome Cerberus, subisce l'effetto delle radiazioni di uno stabilimento che è stata da sempre la sua casa, muta nel comportamento e assalirà una famiglia e la loro cagnolina con cui si è accoppiato in precedenza.